# امانوئل بسنیر
امانوئل بسنیر (انگلیسی: Emmanuel Besnier؛ زادهٔ ۱۸ سپتامبر ۱۹۷۰) کارآفرین، نیکوکار، سرمایه‌دار و مدیر ارشد اجرایی اهل فرانسه است، که هم‌اکنون بعنوان مدیرعامل شرکت لاکتالیس فعالیت می‌کند.